# Boudewijn de Bousies
Boudewijn graaf de Bousies Borluut (Bergen, 22 maart 1859 - Brussel, 27 december 1921), was een grootgrondbezitter en burgemeester van de voormalige Belgische gemeente Hansbeke. Hij was de zoon van Adolphe de Bousies en Zoë de Behault uit Ghlin.

## Burgemeester

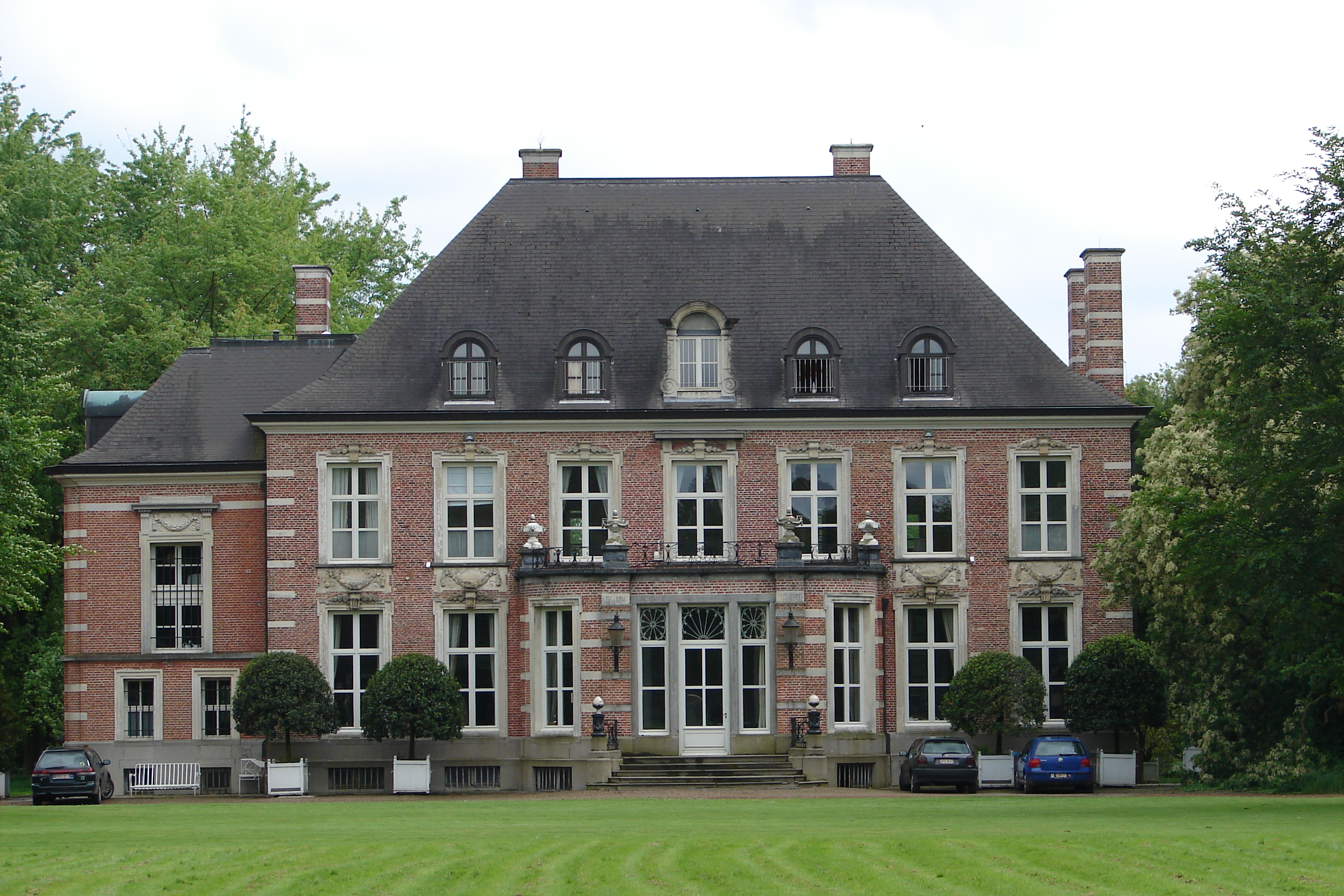
Het kasteel de Bousies-Borluut of Kasteel van Hansbeke

Graaf de Bousies huwde in 1889 met Lucie Borluut (1867-1946), de kleindochter van de voormalige Hansbeekse burgemeester Frans Gisleen Borluut. Zij erfde wegens het voortijdig afsterven van haar vader, Raymond Borluut (1837-1876), als laatste afstammelinge van de familie Borluut, het fortuin van haar paternele grootouders.
Boudewijn de Bousies was burgemeester van deze gemeente van 1909 tot 1921. Na zijn dood in Brussel werd hij bijgezet in het familiegraf te Hansbeke. Later werden zowel zijn zoon als kleinzoon burgemeester van deze Nevelse deelgemeente.
Zijn jongste broer Maxime de Bousies was actief als eerste Belgisch bestuurslid in het opstartende Internationaal Olympisch Comité en later burgemeester van Harveng.